# Домброви (Вармінсько-Мазурське воєводство)
Домброви (пол. Dąbrowy) — село в Польщі, у гміні Розоги Щиценського повіту Вармінсько-Мазурського воєводства.
Населення — 1276 осіб (2011).
У 1975-1998 роках село належало до Остроленцького воєводства.

## Демографія
Демографічна структура станом на 31 березня 2011 року:
|          | Загалом | Допрацездатний вік | Працездатний вік | Постпрацездатний вік |
| -------- | ------- | ------------------ | ---------------- | -------------------- |
| Чоловіки | 657     | 144                | 437              | 76                   |
| Жінки    | 619     | 150                | 332              | 137                  |
| Разом    | 1276    | 294                | 769              | 213                  |